# گابریل شارم
گابریل شارم (به فرانسوی: Gabriel Charmes)  (متولد ۷ نوامبر ۱۸۵۰ در اوریاک - درگذشته ۱۹ آوریل ۱۸۸۶ در پاریس) روزنامه‌نگار و کاوشگر فرانسوی بود.

## زندگی‌نامه
گابریل از طریق برادرش فرانسیس، در سال ۱۸۷۲ به روزنامه ژورنال دِدِبا و لوسوآر پیوست و در زمینه سیاست خارجی تخصص یافت. او سپس برای انجام مأموریت‌هایی به کشورهای مدیترانه‌ای و خاور نزدیک اعزام شد.
در سال‌های ۱۸۷۸ و ۱۸۷۹، به‌دلیل بیماری، دو زمستان را در قاهره سپری کرد و در این مدت، بخش وسیعی از مصر را بازدید کرد. در ۲۱ مارس ۱۸۸۰، برای کاوش در سوریه و فلسطین، از اسکندریه به مقصد یافا حرکت کرد. پس از گذر از رمله، وارد کوه‌های یهودیه شد و به اورشلیم رسید، اما از اینکه زیبایی‌هایی را که دیگران در شاتوبریان و لامارتین توصیف کرده بودند نیافت، ناامید شد.
سپس از سامره گذر کرد و به ناصره وارد شد. از آنجا به حیفا، کوه کرمل و سنت ژان دآکر رفت. پس از بازدید از ویرانه‌های صور و صیدا، به بیروت رسید. او همچنین در سفر سالانه کنسول فرانسه به بکرکی، برای دیدار با پاتریارک مارونی‌ها، همراهی کرد.
گزارش‌های دیگر او را به طرابلس و تونس، پس از استقرار حکومت تحت‌الحمایه فرانسه (۱۸۸۱) و همچنین مراکش در یک مأموریت رسمی کشاند. امّا در بازگشت، در سال ۱۸۸۶ و در ۳۵ سالگی، بر اثر بیماری سل درگذشت.
او که تحت تأثیر دریاسالار اول، نظریه‌پرداز مکتب ژون اِکول (École Jeune)، قرار گرفته بود، دو کتاب با عناوین «ناوشکن‌های مستقل و آینده نیروی دریایی» (۱۸۸۵) و «اصلاح نیروی دریایی» (۱۸۸۶) منتشر کرد. همچنین مقالات بسیاری در مطبوعات منتشر کرد که در آن‌ها کشتی‌های جنگی بزرگ را به دلیل هزینه بالا و آسیب‌پذیری، محکوم می‌کرد و در مقابل، ناوشکن‌ها را به‌عنوان گزینه‌ای ارزان و نامرئی، که به «گرد و غبار دریایی» مشهور بودند، ستایش می‌کرد.
یکی از ناوشکن‌‌های مجهز به توپ، به نام گابریل شارم نامگذاری شد.

## آثار
- Cinq mois au Caire et dans la basse Égypte, 1880
- L'avenir de la Turquie, 1883
- Voyage en Palestine, 1884 (pré-publication dans la Revue des deux Mondes, 1881)
- Les stations d'hiver de la Méditerranée, 1885
- La Tunisie et la Tripolitaine, 1885
- Politique extérieure et coloniale, 1885
- Les Torpilleurs autonomes et l'avenir de la marine, 1885
- Nos fautes, lettres de province, 1879-1885, 1886
- La Réforme de la marine, 1886
- Une ambassade au Maroc, posth., 1887
- Voyage en Syrie, posth., 1891
- L'Égypte, archéologie, histoire, littérature, posth., 1891

## لینک به بیرون
- (انگلیسی) آثار نوشته‌شده یا دربارهٔ گابریل شارم در بایگانی اینترنت